# اس‌تی‌اکس انترتینمنت
اس‌تی‌اکس اینترتینمنت (به انگلیسی: STX Entertainment) یک کمپانی سرگرمی آمریکایی است که در ۱۰ مارس ۲۰۱۴ توسط رابرت سایموندز و بیل مک‌گلاشان تأسیس شد. تخصص این شرکت در فیلم و تهیه‌کنندگی تلویزیون در نقش رسانه دیجیتال است.

## تاریخچه
در سال ۲۰۱۲ سایموندز و مک‌گلاشان دربارهٔ سودآوری از سرمایه‌گذاری در فیلم با بودجهٔ متوسط (در حدود ۲۰–۶۰ میلیون دلار) بحث می‌کردند. گفتگوها منجر به راه‌اندازی اس‌تی‌اکس انترتینمنت در سال ۲۰۱۴ شد؛ با مأموریت سرمایه‌گذاری، توسعه، تولید، فروش و توزیع ۸ تا ۱۰ فیلم در سال.